# Night Passage (Album)
Night Passage ist ein 1980 veröffentlichtes Album von Weather Report.

## Allgemeines
Die ersten sieben Titel wurden live im August 1980 in Los Angeles vor 250 Zuhörern aufgenommen, die auf einigen Aufnahmen zu hören sind. Madagascar wurde live im Juni 1980 in Osaka aufgenommen. Perkussionist Robert Thomas Jr. ist erstmals in der Band. Das Album ist weniger aufwändig produziert als sein Studio-Vorgänger Mr. Gone und verzichtet auf Overdubs.
Joe Zawinul nannte es „eines meiner Lieblingsalben der Band“.
Zum Titeltrack sagte Pastorius:

„Er [Zawinul] schickte mir meine Noten per Post, und ich musste sie lernen. Es ist ein schwerer Part. Ich brauchte eine Woche dafür.“

## Titelliste
1. Night Passage (Zawinul) – 6:30
2. Dream Clock (Zawinul) – 6:26
3. Port of Entry (Shorter) – 5:09
4. Forlorn (Zawinul) – 3:55
5. Rockin' in Rhythm (Ellington, Mills, Carney) – 3:02
6. Fast City (Zawinul)  – 6:17
7. Three Views of a Secret (Pastorius) – 5:50
8. Madagascar (Zawinul) – 10:56

## Rezeption
Richard S. Ginell gab dem Album vier von fünf Sternen, äußerte aber auch kritisch:

„Der Fehler dieses Albums ist der Mangel an unvergesslichen Kompositionen; es ist eher ein Vehikel für virtuose Kunststücke. […] Port of Entry ist eine Tour de Force für Jaco, der mit unglaublich schnellen, pointierten Läufen überwältigt, die ihn posthum zur Legende machten.“